# Venkata II
Venkata II, anche Venkatapathi Raya (... – 1614), fu un sovrano dell'Impero Vijayanagara dal 1586 al 1614.
Era il fratello minore di Sriranga I.
Nei tre decenni del suo regno, l'impero riacquistò forza e prosperità, affrontando con successo i sultanati del Deccan (Bijapur e Golconda) e i disordini interni, oltre alla promozione e al rilancio economico del paese. Riuscì a riportare sotto controllo le ribellioni dei Nayak.

## Guerre
Venkata II avviò una guerra con i sultanati di Golconda e Bijapur riconquistando alcuni territori persi dai suoi predecessori. Kasturiranga nayaka, un rampollo della dinastia Recherla Velama venne inviato per verificare la consistenza degli eserciti dei sultanati. Gli eserciti indù erano guidati da Kasturiranga e da suo figlio Yachamanedu e riportarono una serie di importanti vittorie.
Nel 1586 il Nayak di Gingee si ribellò contro Venkata II, ma catturato venne imprigionato. Venne liberato solo quando Raghunatha Nayak di Tanjore si assicurò la sua liberazione aiutando Venkata II nella sua campagna di Penukonda.
Nel 1601 un'altra campagna, guidata dal suo viceré di Arcot e Chengulpet, Yachamanedu, sedò una rivolta guidata da Lingama Nayak, il Nayak di Vellore. Lingama Nayak di Vellore venne sconfitto e il forte di Vellore passò sotto il controllo diretto di Venkata II.

## Spostamento della Capitale
Nel 1592 circa Venkata II spostò la sua capitale da Penukonda a Chandragiri, ulteriormente più a sud, vicino alle colline di Tirupathi. L'importante forte di Vellore venne utilizzato base e seconda capitale.